# Recodo del Danubio
El Recodo del Danubio (Húngaro: Dunakanyar ) es una curva del Danubio en Hungría, cerca de la ciudad de Visegrád

## Geología
El actual recodo en forma de U es probablemente el resultado de una erupción volcánica que se extendió por toda la zona hace unos 15 millones de años. La caldera del volcán de la colina Keserűs, con el domo de lava asociado, formó una posterior depresión central erosionada en el norte. El río sigue el borde sur de esta caldera.

## La región
Esta región es muy significativa desde el punto de vista turístico. El paisaje y el río atraen a muchos visitantes tanto del mismo país como del extranjero. Las ciudades más importantes son Visegrád, Szentendre y Budapest, mientras que en la otra orilla (izquierda) del río se encuentran Vác, Nagymaros y algunas ciudades y pueblos más pequeños. Las islas de la región también son interesantes, principalmente la gran isla Szentendreit y la Isla Margarita (Margitsziget) dentro de la capital.